# Adephagia
Adephagia (/ædiˈfeɪdʒiə/, tiếng Hy Lạp cổ: Ἀδηφαγία) là một nữ thần trong thần thoại Hy Lạp và cũng là sự nhân cách hóa của tật háu ăn. Một ngôi đền trên đảo Sicily thờ vị thần này cùng với Demeter.